# ConocoPhillips
ConocoPhillips est une multinationale américaine spécialisée dans l'extraction, le transport et la transformation du pétrole. Son siège est à Houston (Texas). C'est une des six « supermajors », les plus grosses entreprises du secteur à l'échelle mondiale, et fait partie des vingt entreprises les plus émettrices de CO2 depuis 1965.

## Historique
ConocoPhillips est née de la fusion de Conoco Inc. et de Phillips Petroleum Company, survenue le 30 août 2002.
En novembre 2004, la compagnie signe un accord de partenariat avec la compagnie pétrolière russe Lukoil en achetant 20 % des parts de cette dernière.
En mars 2006, Burlington Resources a fusionné avec ConocoPhillips.
En novembre 2006, les autorités du Honduras, sous le gouvernement de Manuel Zelaya, lancent un appel d'offres, pour baisser le coût de la production pétrolière et choisissent ConocoPhillips pour exploiter l'essence et le gazole, remplaçant Esso, Texaco et Shell qui étaient présents depuis des décennies.
Le 11 décembre 2006, l'agence de presse russe RIA Novosti annonce que Lukoil acquiert un réseau européen de stations-service de ConocoPhillips, notamment l'enseigne Jet dans six pays européens (Belgique, Luxembourg, Finlande, République tchèque, Hongrie, Pologne et Slovaquie).
Le groupe est associé au projet Kashagan.
Le 1er mai 2012, ConocoPhillips se sépare de Phillips 66, cette dernière reprend notamment ses activités dans la distribution, ainsi que dans la chimie, le raffinage et le transport, alors que ConocoPhillips se concentre dans l'extraction d'hydrocarbures,,.
En décembre 2015, ConocoPhillips vend ses activités en Russie, qui est composé notamment d'une petite co-entreprise avec Rosneft, sa participation de 50 % est évaluée à une valeur entre 150 et 200 millions de dollars.
En mars 2017, ConocoPhillips annonce la vente de ses activités pétrolières et gazières dans l'Ouest canadien à Cenovus Energy pour 13,3 milliards de dollars.
En avril 2019, ConocoPhillips annonce la vente pour 2,7 milliards de dollars de ses activités en mer du Nord à Chrysaor, une entreprise britannique.
En octobre 2020, ConocoPhillips annonce l'acquisition de Concho Resources, producteur américain de pétrole présent notamment dans le Bassin permien américain, pour 9,7 milliards de dollars.
En septembre 2021, Shell annonce la vente de ses activités dans le bassin permien à ConocoPhillips, pour 9,5 milliards de dollars.
En mai 2024, ConocoPhillips annonce l'acquisition pour 22,5 milliards de dollars de Marathon Oil.

## Activités

### Extraction pétrolière
ConocoPhillips possède des gisements exploités aux Etats-Unis (49%  de la production du pays en 2019), Norvège (10%), Canada (5%), Australie (12%), Indonésie (4%), Malaisie (4%), Libye (3%), Chine (3%), et Qatar (6%).

### Distribution
Jusqu'en 2012, elle exploite aux États-Unis les stations-service Conoco, Phillips 66 et Union 76 (acheté à Unocal). En Europe, elle possédait les stations-service Jet, présentes en Autriche, en Belgique, en République tchèque, au Danemark, en Finlande, en Allemagne, au Luxembourg, en Hongrie, en Norvège, en Pologne, en Slovaquie, en Suède et au Royaume-Uni.
En Thaïlande, elle exploite la marque Jet, en Malaisie ProJet, en Turquie Turkpetrol, et en Suisse Coop Pronto.